# Hungarian Open
El Torneig de Budapest, conegut oficialment com a Hungarian Open, és una competició tennística professional que es disputa sobre terra batuda al Nemzeti Edzés Központ de Budapest, Hongria. Pertany a les sèries ATP World Tour 250 del circuit ATP masculí.
Es va crear amb el nom de Gazprom Hungarian Open l'any 2017 en substitució del torneig celebrat a Bucarest. Fou el primer torneig del circuit ATP celebrat a Hongria, on ja es disputava un torneig en categoria femenina.

## Palmarès

### Individual masculí
| Any  | Campió                                               | Finalista                                            | Resultat                                             |
| ---- | ---------------------------------------------------- | ---------------------------------------------------- | ---------------------------------------------------- |
| 2020 | Torneig suspès a causa de l'epidèmia per coronavirus | Torneig suspès a causa de l'epidèmia per coronavirus | Torneig suspès a causa de l'epidèmia per coronavirus |
| 2019 | Matteo Berrettini                                    | Filip Krajinović                                     | 4–6, 6–3, 6–1                                        |
| 2018 | Marco Cecchinato                                     | John Millman                                         | 7–5, 6–4                                             |
| 2017 | Lucas Pouille                                        | Aljaž Bedene                                         | 6–3, 6–1                                             |

### Dobles masculins
| Any  | Campions                                             | Finalistes                                           | Resultat                                             |
| ---- | ---------------------------------------------------- | ---------------------------------------------------- | ---------------------------------------------------- |
| 2020 | Torneig suspès a causa de l'epidèmia per coronavirus | Torneig suspès a causa de l'epidèmia per coronavirus | Torneig suspès a causa de l'epidèmia per coronavirus |
| 2019 | Ken Skupski Neal Skupski                             | Marcus Daniell Wesley Koolhof                        | 6–3, 6–4                                             |
| 2018 | Dominic Inglot Franko Škugor                         | Matwé Middelkoop Andrés Molteni                      | 6–7(8), 6–1, [10–8]                                  |
| 2017 | Brian Baker Nikola Mektić                            | Juan Sebastián Cabal Robert Farah                    | 7–6(2), 6–4                                          |